# Colubrina nicholsonii
Colubrina nicholsonii är en brakvedsväxtart som beskrevs av A.E. van Wyk och B.D. Schrire. Colubrina nicholsonii ingår i släktet Colubrina och familjen brakvedsväxter. Inga underarter finns listade i Catalogue of Life.